# 法蘭西斯會教堂 (扎莫希奇)

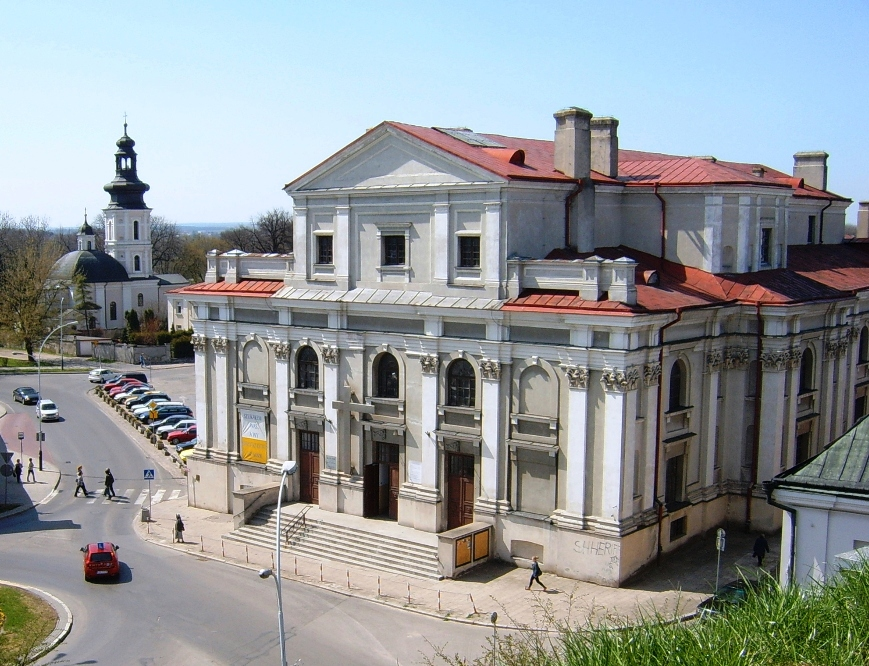

法蘭西斯會教堂（波蘭語：Kościół Zwiastowania NMP w Zamościu）是位於波蘭城市扎莫希奇的一座教堂，為巴洛克式建築。

## 外部連結
- （波兰語） Parafia Zwiastowania NMP ojców Franciszkanów w Zamościu （页面存档备份，存于）

50°42′58″N 23°15′19″E / 50.7160°N 23.2553°E